# Góndola de supermercado

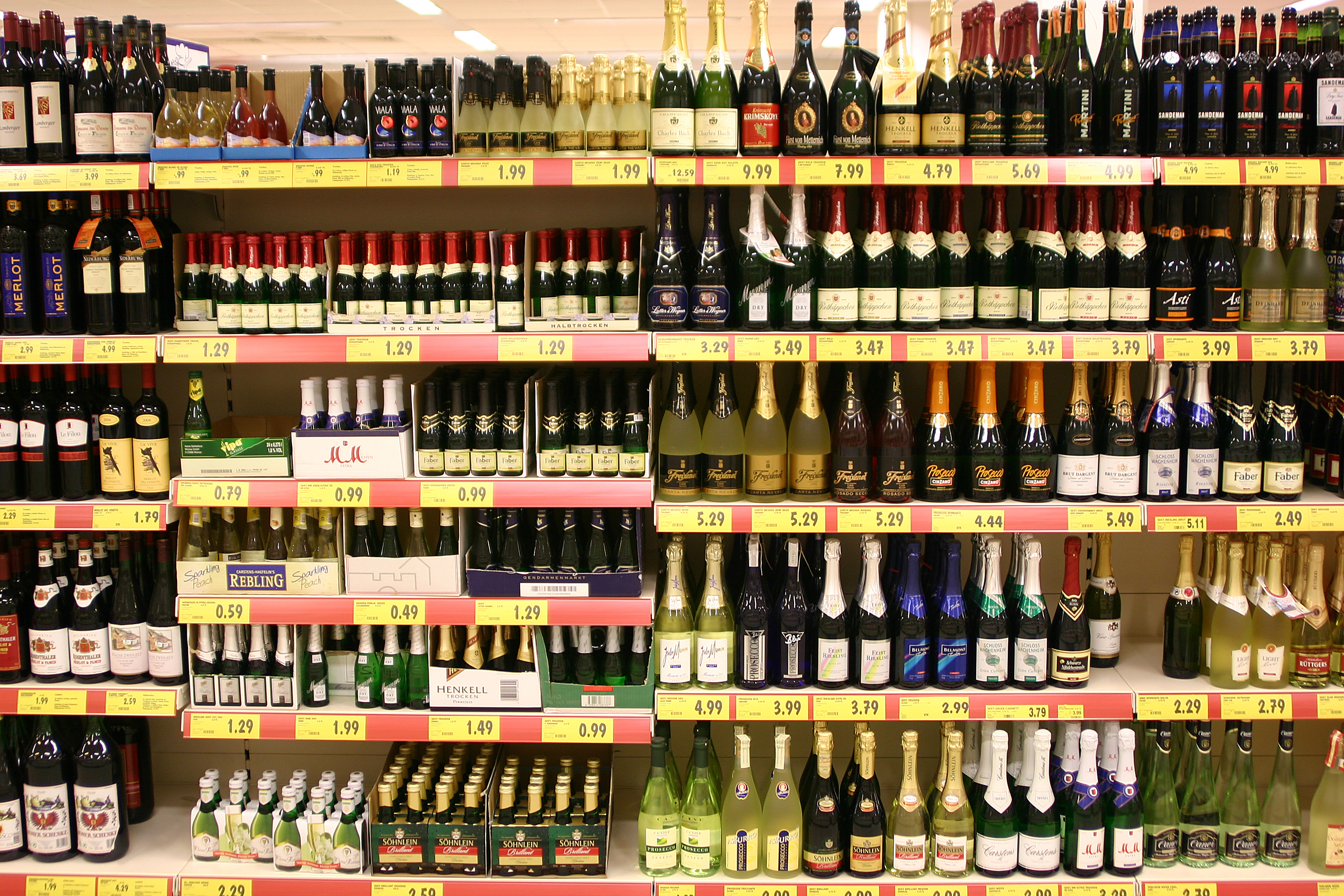
Frontal de una góndola en un supermercado.

La góndola de supermercado es un tipo de mueble dispuesto a modo de pared para exhibir productos al consumidor en los puntos de venta. Debido a sus dimensiones, se utilizan especialmente en las grandes superficies de autoservicio y su longitud es el principal componente del lineal.
Normalmente, una góndola está formada por dos postes, sobre los que se colocan paneles verticales. Estos paneles cuentan con unos orificios llamados gotas, de unos 15-30 mm de diámetro. De las gotas se enganchan tijas (ganchos para colgar productos) o bien bandejas (repisas o estantes). Además, cada gancho o bandeja de la góndola cuenta con una flejera para colocar los precios del producto correspondiente. El uso de gotas permite modificar la disposición de los productos de acuerdo con un planograma.
Cada uno de los dos extremos del mueble se denomina cabecera de góndola y es uno de los lugares en los que se colocan los productos destacados o en promoción en el punto de venta.
En Venezuela y en México se les conoce con el nombre de anaquel.

## Medidas
Las dimensiones de las góndolas pueden variar de un establecimiento a otro: en las tiendas pequeñas suelen ser menores que en las grandes superficies (supermercados e hipermercados).
Cada módulo de una góndola suele medir 90-120 cm de largo, y en las grandes superficies suelen alinearse varios. La profundidad de las góndolas varía, y puede oscilar desde 20 cm (sección de perfumería) hasta 80 cm (sección de alimentación). Por su parte, las bases admiten profundidades de 80 cm, para poder situar mercancía de palés estándar de 800 cm x 600 cm.